# Árpád Mühle

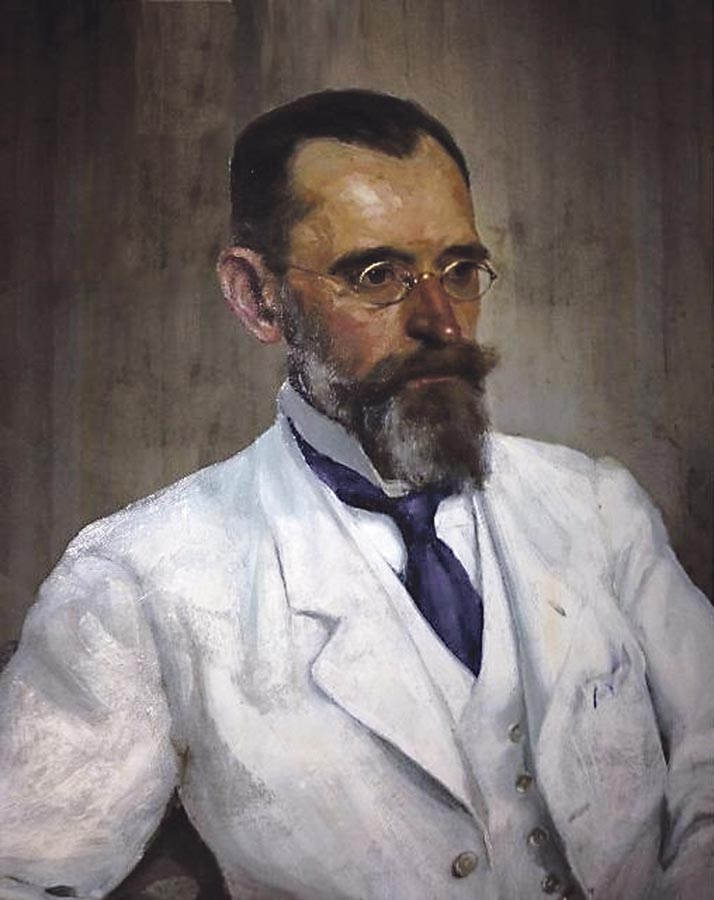
Árpád Mühle, porträtiert von dem Maler Adalbert Varga.

Árpád Mühle, Pseudonym Linné der Pflanzer, (* 7. November 1870 in Temesvár, Königreich Ungarn, Österreich-Ungarn; † 22. Juli 1930 in Sinaia, Königreich Rumänien) war Landschaftsarchitekt, Rosenzüchter, k. u. k. Kommerzienrat und Fachautor.

## Leben und Wirken
Árpád Mühle wurde am 7. November 1870 als Sohn des Landschaftsarchitekten Wilhelm Mühle in Temesvár (heute Timișoara) geboren. Nach dem Besuch des Piaristengymnasiums unternahm er eine Reihe von Studienreisen nach Deutschland, Luxemburg, Belgien, in die Niederlande und in die USA. 1898 übernahm er das gärtnerische Unternehmen seines Vaters, das er modernisierte. So führte er beispielsweise Heizung in den Glashäusern des väterlichen Betriebs ein, was den Export von Pflanzen und Schnittblumen in der kalten Jahreszeit ermöglichte.
Árpád Mühle war Hoflieferant der rumänischen, serbischen und bulgarischen Königshäuser.
In Bukarest beteiligte er sich an der Gestaltung des Cișmigiu-Parks.
In Sinaia plante er gemeinsam mit dem Gartenbaudirektor des rumänischen Königshauses, Guttmann, den Stadtpark von Schloss Peleș. In der bulgarischen Hauptstadt Sofia entwarf er den Japanischen Garten und auf der Insel Prinkipo im Marmara-Meer vor Istanbul errichtete er einen Park. Dafür verlieh ihm der Sultan den Medjidie-Orden.
Aufgrund seiner Statistiken betreffend den Export von Agrar- und Gartenbauprodukten wurde ihm im Jahr 1912 der Titel eines k. u. k. Kommerzienrates verliehen. Später zeichnete ihn auch der rumänische Staat mit der Medaille „Meritul Comercial și Industrial“ (Verdienstorden für Handel- und Industrie) aus.
Seine Aufmerksamkeit galt den Rosen und Canna, aber exotischen Pflanzen und ihrer Akklimatisierung im Banat. Er züchtete die Cannasorte „Margarethe-Mühle-Canna“ sowie die Rosensorten „Wilhelm-Bölsche-Rose“, „Hans-Molisch-Rose“ und „Banater-Rose“. Insgesamt meldete er 13 neue Rosensorten an.
Als Mitbegründer des Vereins der Rosenfreunde zeichnete er für den Entwurf und die Anlegung des Rosengartens in Timișoara.
Der erste Timișoaraer Rosengarten von Wilhelm Mühle war im Ersten Weltkrieg zerstört worden. Die erste Skizze des neuen Rosengartens stammt von Árpád Mühle. Der Rosengarten erhielt 1935 seine endgültige Form.
In seinen letzten Lebensjahren befasste sich Árpád Mühle mit Steingärten.
Im Sommer 1930 wurde er nach Hermannstadt vom dortigen Gartenbauverein eingeladen. Nach dem Treffen wollte er im Bucegi-Gebirge seltene Bergpflanzen suchen, musste jedoch seine Wanderung aus gesundheitlichen Gründen unterbrechen. Am 22. Juli 1930 verstarb Árpád Mühle in seinem 60. Lebensjahr in Sinaia. Vier Tage später wurde er in Timișoara beigesetzt.

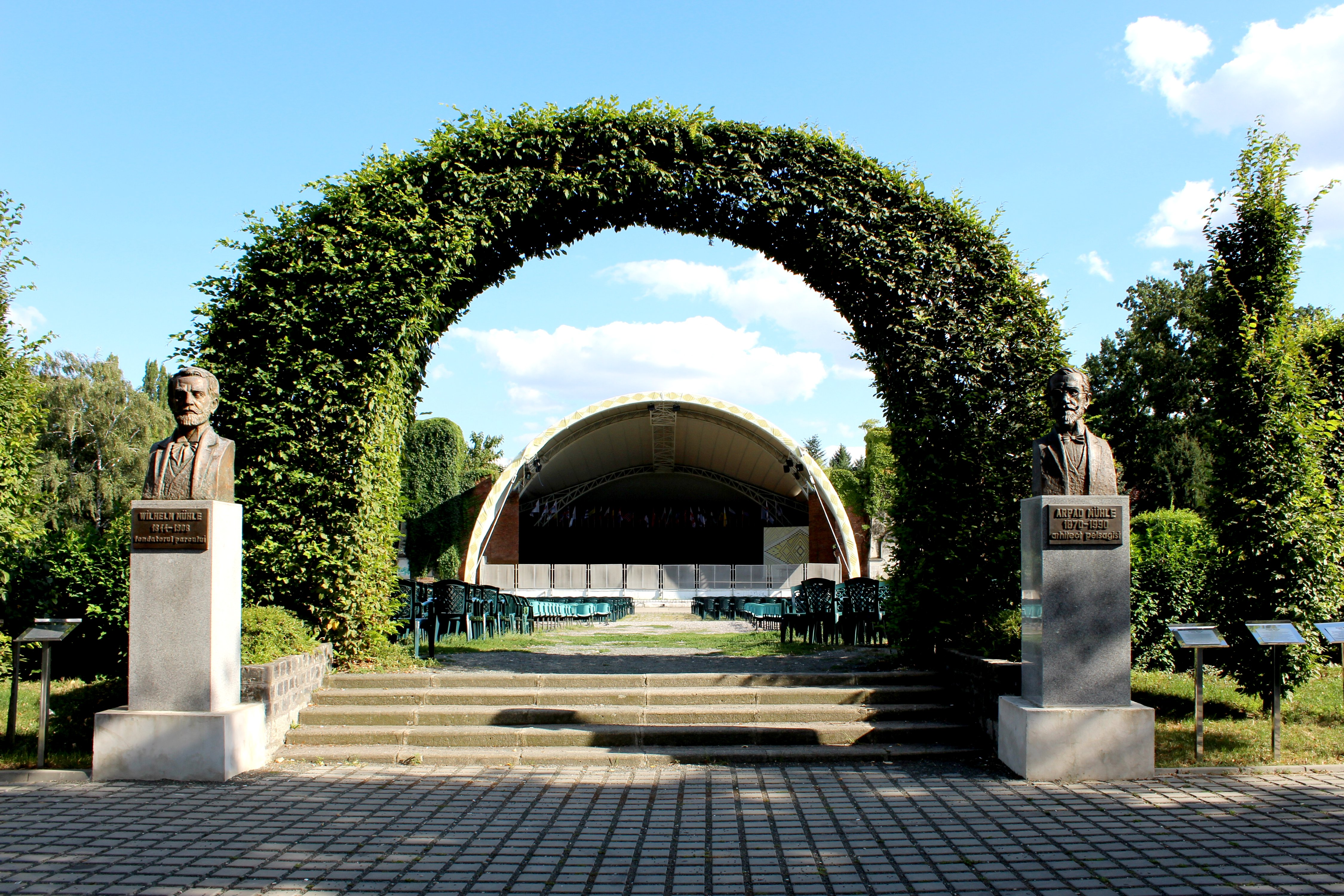
Büsten von Árpád und Wilhelm Mühle im Rosengarten in Timișoara

Am 1. August 2014 wurde im Rosengarten in Timișoara die Büste von Árpád Mühle feierlich enthüllt.  Es ist das Werk des Bildhauers Aurel Gheorghe Ardeleanu. Sie steht unweit der Büste seines Vaters Wilhelm Mühle.

## Veröffentlichungen
Unter dem Pseudonym „Linné der Pflanzer“ veröffentlichte Arpad Mühle Artikel in der Temesvarer Zeitung.
Sein „Gartenbauanzeiger“, erschien zweimal wöchentlich im Selbstverlag und wurde seinen Kunden kostenlos angeboten.
In der „Temesvarer Zeitung“ von 1930 erschien ein Artikel über Steingärten „Alpine Steingärten – ein Kapitel für Natur- und Gartenfreunde“.
In Buchform veröffentlichte er mehrere Fachbücher und Rosenkataloge:
- „Die Schönsten Blatt- und Florapflanzen. Deren Zucht und Pflege“, Temesvár 1908
- „Die Kultur der Chrysanthemen“, Temesvár 1908
- „Das Geschlecht der Canna. Deren Geschichte, Cultur und Anzucht“, Temesvár 1909
- „Mühle's Rosenbuch“, Temesvár 1916
- „Aus sonnigen Landen. Reisebriefe einer Sommerfahrt“, Temesvár 1911
- „Wegeblumen. Auf froher Wanderschaft gepflückt“, herausgegeben von Viktor Orendi-Hommenau, Temeswar 1918
- Rosenkataloge

## Mitgliedschaften
- Mitglied des Senats von Temeswar
- Vorsitzender des Vereins Gartenfreunde (1912)
- Vizepräsident des Vereins der Musikfreunde
- Mitbegründer des Vereins der Rosenfreunde
- Vorsitzender des Bundes der Rosenfreunde Rumäniens
- Ehrenvorsitzender der Schlaraffia-Gesellschaft Temeswar[1]

## Auszeichnungen
- Medjidie-Orden des Osmanischen Reichs, trug den Titel Beg und durfte Fes tragen (heute im Banater Museum zu sehen)
- Träger des Kommandeurkreuzes mit Schwertern des Ordens der Krone von Rumänien (Coroana României)[3]
- k. u. k. Kommerzienrat Österreich-Ungarns, 1912
- Verdienstorden für Handel- und Industrie („Meritul Comercial şi Industrial“) des Königreichs Rumänien
- Büste von Árpád Mühle im Temeswarer Rosengarten (2014)